# 囊瓣顶冰花
囊瓣顶冰花（学名：Gagea sacculifera）为百合科顶冰花属下的一个种。

## 扩展阅读
維基物種上的相關：囊瓣顶冰花